# Hellas Verona Football Club 2019-2020
Questa voce raccoglie le informazioni riguardanti l'Hellas Verona Football Club nelle competizioni ufficiali della stagione 2019-2020.

## Stagione
In seguito all'immediato ritorno in A, la formazione scaligera affida la propria panchina al croato Ivan Jurić in luogo di Alfredo Aglietti. Il mercato si segnala per numerosi arrivi: Rrahmani, Bocchetti, Miguel Veloso, Lazović, Günter, Verre e Badu, costretto tuttavia ad un temporaneo stop per una microembolia polmonare. Per rimpiazzare quest'ultimo i veneti hanno puntato su Sofyan Amrabat. I neopromossi veneti conoscono un immediato flop in Coppa Italia, venendo eliminati nel terzo turno dalla Cremonese: passata tra l'altro in vantaggio nei minuti iniziali, la squadra di Jurić subisce in pieno recupero il pari dei lombardi che trovano poi nei supplementari la rete della vittoria. Ad aprire il campionato è un pareggio casalingo con il Bologna, cui fa seguito l'affermazione sul campo del Lecce.
I gialloblù vengono poi battuti di misura (pur disputando due buone gare) da Milan e Juventus, imponendosi invece a sorpresa con la Sampdoria. Dopo un ottimo periodo tra ottobre e novembre, la squadra cala nel mese di dicembre, ma ottiene comunque un prezioso pari nella sfida con il Torino: in svantaggio di tre gol, l'undici scaligero rimonta — per la prima volta nella sua storia — un simile passivo, andando peraltro a segno con calciatori subentrati (tutti e tre subentrati, seconda volta nella storia della Serie A in cui tre giocatori usciti dalla panchina sono andati in goal). A concludere il girone di andata sono le vittorie contro S.P.A.L. — circostanza nella quale si verifica il rientro in campo di Badu — e Genoa, successi che promuovono i veneti all'ottavo posto con 25 punti.
Nella finestra invernale di mercato si registra inoltre l'acquisto di Fabio Borini, un cui gol è decisivo per il punto conquistato a Bologna il giorno del suo esordio. Uscita indenne dalle trasferte contro Milan e Lazio, nella stessa settimana la compagine veronese sovverte i pronostici battendo per 2-1 la Juventus in rimonta. Le vicende del mese di febbraio consentono ai gialloblù di avanzare la propria candidatura per un posto in Europa League, obiettivo confermato alla ripresa del torneo dopo l'interruzione dovuta alla pandemia di COVID-19, in cui il club (il 1º luglio) ottiene un successo nello scontro diretto contro il Parma. Dopo quella gara, complici infortuni e un calendario difficile, la squadra ha un calo di rendimento, terminando comunque al nono posto con 49 punti, un piazzamento ottimo per una neopromossa, esattamente ventanni anni dopo il Verona di Prandelli che chiuse anche essa al nono posto.

## Divise e sponsor
Lo sponsor tecnico per la stagione 2019-2020 è Macron, mentre gli sponsor di maglia sono Gruppo Sinergy (main sponsor), Air Dolomiti (co-sponsor), Vini Sartori e Sec Events (sul pantaloncino).
| Casa | Trasferta | Terza | Portiere |

## Rosa
| N. |                           | Ruolo | Calciatore                   |
| -- | ------------------------- | ----- | ---------------------------- |
| 1  | Italia (bandiera)         | P     | Marco Silvestri              |
| 3  | Italia (bandiera)         | D     | Luigi Vitale                 |
| 4  | Portogallo (bandiera)     | C     | Miguel Veloso                |
| 5  | Italia (bandiera)         | D     | Davide Faraoni               |
| 6  | Italia (bandiera)         | C     | Luca Marrone                 |
| 6  | Italia (bandiera)         | D     | Matteo Lovato                |
| 7  | Ghana (bandiera)          | C     | Emmanuel Badu                |
| 8  | Scozia (bandiera)         | C     | Liam Henderson               |
| 8  | Francia (bandiera)        | C     | Valentin Eysseric            |
| 9  | Corea del Sud (bandiera)  | A     | Lee Seung-woo                |
| 9  | Polonia (bandiera)        | A     | Mariusz Stępiński            |
| 10 | Italia (bandiera)         | A     | Samuel Di Carmine            |
| 11 | Italia (bandiera)         | A     | Giampaolo Pazzini (capitano) |
| 12 | Italia (bandiera)         | C     | Daniel Bessa                 |
| 13 | Kosovo (bandiera)         | D     | Amir Rrahmani                |
| 14 | Italia (bandiera)         | C     | Valerio Verre                |
| 15 | Italia (bandiera)         | D     | Salvatore Bocchetti          |
| 16 | Costa d'Avorio (bandiera) | A     | Abdoulaye Traore             |
| 16 | Italia (bandiera)         | A     | Fabio Borini                 |
| 17 | Italia (bandiera)         | D     | Alessandro Crescenzi         |
| 18 | Brasile (bandiera)        | C     | Lucas Felippe                |

| N. |                       | Ruolo | Calciatore          |
| -- | --------------------- | ----- | ------------------- |
| 19 | Slovacchia (bandiera) | A     | Ľubomír Tupta       |
| 20 | Italia (bandiera)     | C     | Mattia Zaccagni     |
| 21 | Germania (bandiera)   | D     | Koray Günter        |
| 22 | Italia (bandiera)     | P     | Alessandro Berardi  |
| 23 | Italia (bandiera)     | C     | Antonio Di Gaudio   |
| 23 | Italia (bandiera)     | D     | Federico Dimarco    |
| 24 | Albania (bandiera)    | D     | Marash Kumbulla     |
| 25 | Italia (bandiera)     | C     | Andrea Danzi        |
| 27 | Polonia (bandiera)    | D     | Paweł Dawidowicz    |
| 28 | Italia (bandiera)     | C     | Filippo Terracciano |
| 29 | Italia (bandiera)     | D     | Alberto Almici      |
| 29 | Italia (bandiera)     | A     | Eddie Salcedo       |
| 30 | Brasile (bandiera)    | D     | Wesley              |
| 33 | Brasile (bandiera)    | D     | Alan Empereur       |
| 32 | Italia (bandiera)     | C     | Matteo Pessina      |
| 34 | Marocco (bandiera)    | C     | Sofyan Amrabat      |
| 66 | Italia (bandiera)     | A     | Gennaro Tutino      |
| 88 | Serbia (bandiera)     | C     | Darko Lazović       |
| 96 | Serbia (bandiera)     | P     | Boris Radunović     |
| 98 | Italia (bandiera)     | D     | Claud Adjapong      |

## Calciomercato

### Sessione estiva(dal 1º luglio al 2 settembre 2019)
| Acquisti         | Acquisti              | Acquisti        | Acquisti                                          |
| R.               | Nome                  | da              | Modalità                                          |
| ---------------- | --------------------- | --------------- | ------------------------------------------------- |
| P                | Nícolas               | Udinese         | fine prestito                                     |
| P                | Boris Radunović       | Atalanta        | prestito                                          |
| D                | Claud Adjapong        | Sassuolo        | prestito con diritto di riscatto                  |
| D                | Alberto Almici        | Atalanta        | riscatto prestito                                 |
| D                | Salvatore Bocchetti   | Spartak Mosca   | svincolato                                        |
| D                | Deian Boldor          | Foggia          | fine prestito                                     |
| D                | Paweł Dawidowicz      | Benfica         | riscatto prestito                                 |
| D                | Davide Faraoni        | Crotone         | riscatto prestito                                 |
| D                | Koray Günter          | Genoa           | prestito con diritto di opzione e contro opzione  |
| D                | Amir Rrahmani         | Dinamo Zagabria | definitivo (2,1 mln €)                            |
| C                | Emmanuel Badu         | Udinese         | prestito con obbligo di riscatto (0,4 mln €)      |
| C                | Sofyan Amrabat        | Club Bruges     | prestito con diritto di riscatto                  |
| C                | Daniel Bessa          | Genoa           | fine prestito                                     |
| C                | Simone Calvano        | Padova          | fine prestito                                     |
| C                | Darko Lazović         | Genoa           | svincolato                                        |
| C                | Luca Marrone          | Juventus        | riscatto prestito                                 |
| C                | Matteo Pessina        | Atalanta        | prestito con diritto di riscatto e controriscatto |
| C                | Miguel Veloso         | Genoa           | svincolato                                        |
| C                | Valerio Verre         | Sampdoria       | prestito con diritto di opzione                   |
| A                | Karamoko Cissé        | Carpi           | fine prestito                                     |
| A                | Samuel Di Carmine     | Perugia         | riscatto prestito                                 |
| A                | Antonio Di Gaudio     | Parma           | riscatto prestito                                 |
| A                | Antonino Ragusa       | Sassuolo        | riscatto prestito                                 |
| A                | Eddie Salcedo         | Genoa           | prestito                                          |
| A                | Mariusz Stępiński     | Chievo          | definitivo (5,5 milioni €)                        |
| A                | Gennaro Tutino        | Napoli          | prestito                                          |
| Altre operazioni |                       |                 |                                                   |
| R.               | Nome                  | da              | Modalità                                          |
| P                | Simone Eboseta Bissa  | Trevigliese     | definitivo                                        |
| P                | Nicola Borghetto      | Mantova         | fine prestito                                     |
| P                | Pietro Montanari      | Gubbio          | prestito con diritto di opzione                   |
| D                | Andrea Badan          | Alessandria     | fine prestito                                     |
| D                | Rayyan Baniya         | Mantova         | fine prestito                                     |
| D                | Eugenio Bracelli      | Pro Sesto       | prestito con diritto di opzione                   |
| D                | Nicolò Casale         | Südtirol        | fine prestito                                     |
| D                | Federico Fioretti     | Pro Calcio Bari | definitivo                                        |
| D                | Matteo Franchetti     | Virtus Verona   | fine prestito                                     |
| D                | Lorenzo Giacometti    | Gubbio          | prestito con diritto di opzione                   |
| D                | Edoardo Pavan         | Virtus Verona   | fine prestito                                     |
| D                | Matteo Pinton         | Virtus Verona   | fine prestito                                     |
| D                | Wesley                | Flamengo        | definitivo                                        |
| C                | Luca Checchin         | Alessandria     | fine prestito                                     |
| C                | Bogdan Jočić          | Stella Rossa    | definitivo                                        |
| C                | Gaetano Navas         | Paganese        | fine prestito                                     |
| A                | Enrico Bearzotti      | Monza           | fine prestito                                     |
| A                | Pierluigi Cappelluzzo | Imolese         | fine prestito                                     |
| A                | Diego Casalini        | Paganese        | prestito con diritto di opzione                   |
| A                | Serdan Dzaferi        | Villafranca     | definitivo                                        |
| A                | Francesco Valenti     | Alcione Milano  | prestito con diritto di opzione                   |

| Cessioni         | Cessioni              | Cessioni             | Cessioni                                         |
| R.               | Nome                  | a                    | Modalità                                         |
| ---------------- | --------------------- | -------------------- | ------------------------------------------------ |
| P                | Nícolas               | Udinese              | definitivo                                       |
| D                | Alberto Almici        | Pordenone            | prestito                                         |
| D                | Jure Balkovec         | Empoli               | prestito con diritto di opzione                  |
| D                | Matteo Bianchetti     | Cremonese            | svincolato                                       |
| D                | Deian Boldor          | Partizani Tirana     | prestito con diritto di opzione                  |
| C                | Simone Calvano        | Juve Stabia          | prestito con diritto di riscatto                 |
| C                | Santiago Colombatto   | Cagliari             | fine prestito                                    |
| C                | Mohamed Fares         | SPAL                 | riscatto prestito                                |
| C                | Samuel Gustafson      | Torino               | fine prestito                                    |
| C                | Karim Laribi          | Empoli               | prestito con diritto di opzione                  |
| C                | Luca Marrone          | Crotone              | prestito                                         |
| C                | Gianni Munari         | Parma                | fine prestito                                    |
| A                | Karamoko Cissé        | Juve Stabia          | prestito con obbligo di riscatto                 |
| A                | Lee Seung-woo         | Sint-Truiden         | definitivo                                       |
| A                | Ryder Matos           | Udinese              | fine prestito                                    |
| A                | Antonino Ragusa       | Spezia               | prestito                                         |
| A                | Mattia Valoti         | SPAL                 | riscatto prestito                                |
| Altre operazioni |                       |                      |                                                  |
| R.               | Nome                  | da                   | Modalità                                         |
| P                | Nicola Borghetto      | Bisceglie            | prestito                                         |
| P                | Mattia Chiesa         | Virtus Verona        | prestito                                         |
| P                | Gianmarco Scalera     | Ambrosiana           | prestito                                         |
| P                | Riccardo Tosi         | Arzignano Valchiampo | prestito                                         |
| P                | Andrea Tozzo          | Sampdoria            | fine prestito                                    |
| D                | Andrea Badan          | Carrarese            | prestito                                         |
| D                | Rayyan Baniya         | Renate               | prestito                                         |
| D                | Nicolò Casale         | Venezia              | prestito con diritto di opzione e contro opzione |
| D                | Matteo Franchetti     | -                    | rescissione consensuale                          |
| D                | Jody Maistrello       | Delta Porto Tolle    | prestito                                         |
| D                | Edoardo Pavan         | Pontedera            | prestito                                         |
| D                | Manuel Peretti        | Palermo              | prestito                                         |
| D                | Matteo Pinton         | Virtus Verona        | prestito                                         |
| C                | Vincenzo Lisi         | Mantova              | prestito                                         |
| C                | Gaetano Navas         | -                    | rescissione consensuale                          |
| C                | Vincenzo Silvestro    | Mantova              | definitivo                                       |
| A                | Enrico Bearzotti      | Modena               | definitivo                                       |
| A                | Nicolò Campaldini     | Caldiero             | prestito                                         |
| A                | Pierluigi Cappelluzzo | Pistoiese            | prestito                                         |
| A                | Joseph Ekuban         | Partizani Tirana     | prestito                                         |
| A                | Alberto Fiumicetti    | Fermana              | prestito                                         |
| A                | Andrea Rudella        | Vigasio              | prestito                                         |
| A                | Abdoulaye Traore      | Rende                | prestito                                         |

### Sessione invernale(dal 2 gennaio al 31 gennaio)
| Acquisti | Acquisti           | Acquisti   | Acquisti      |
| R.       | Nome               | da         | Modalità      |
| -------- | ------------------ | ---------- | ------------- |
| D        | Federico Dimarco   | Inter      | prestito      |
| C        | Sofyan Amrabat     | Fiorentina | prestito      |
| C        | Valentin Eysseric  | Fiorentina | prestito      |
| C        | Karim Laribi       | Empoli     | fine prestito |
| A        | Lorenzo Bertini    | Atalanta   | prestito      |
| A        | Fabio Borini       | Milan      | definitivo    |
| A        | Alberto Fiumicetti | Fermana    | fine prestito |
| D        | Matteo Lovato      | Padova     | definitivo    |

| Cessioni | Cessioni             | Cessioni      | Cessioni                         |
| R.       | Nome                 | a             | Modalità                         |
| -------- | -------------------- | ------------- | -------------------------------- |
| D        | Corrado Campobello   | Virtus Verona | prestito                         |
| D        | Alessandro Crescenzi | Cremonese     | prestito                         |
| D        | Luigi Vitale         | Spezia        | prestito                         |
| D        | Wesley               | Juventus      | definitivo                       |
| C        | Daniel Bessa         | Goiás         | prestito                         |
| C        | Liam Henderson       | Empoli        | prestito con diritto di riscatto |
| C        | Karim Laribi         | Bari          | prestito                         |
| A        | Antonio Di Gaudio    | Spezia        | prestito                         |
| A        | Alberto Fiumicetti   | Mantova       | prestito                         |
| A        | Gennaro Tutino       | Napoli        | fine prestito                    |
| A        | Ľubomír Tupta        | Wisła Kraków  | prestito                         |

## Risultati

### Serie A

#### Girone di andata
| Arbitro: | Giua (Olbia) |

|            |           |                    |
| Veloso 37’ | Marcatori | 15’ (rig.) Sansone |

| Arbitro: | Sacchi (Macerata) |

|  |           |             |
|  | Marcatori | 81’ Pessina |

| Arbitro: | Manganiello (Pinerolo) |

|  |           |                   |
|  | Marcatori | 68’ (rig.) Piątek |

| Arbitro: | La Penna (Roma) |

|                               |           |            |
| Ramsey 31’ Ronaldo 49’ (rig.) | Marcatori | 21’ Veloso |

| Verona 24 settembre 2019, ore 19:00 CEST 5ª giornata | Verona          | 0 – 0 referto | Udinese | Stadio Marcantonio Bentegodi (13 740 spett.)\| Arbitro: \| Chiffi (Padova) \| |
| Arbitro:                                             | Chiffi (Padova) |               |         |                                                                               |

| Arbitro: | Volpi (Arezzo) |

|            |           |             |
| Castro 29’ | Marcatori | 66’ Faraoni |

| Arbitro: | Fabbri (Ravenna) |

|                              |           |  |
| Kumbulla 9’ Murru 81’ (aut.) | Marcatori |  |

| Arbitro: | Piccinini (Forlì) |

|                |           |  |
| Milik 37’, 67’ | Marcatori |  |

| Arbitro: | Pairetto (Nichelino) |

|  |           |             |
|  | Marcatori | 50’ Đuričić |

| Arbitro: | Manganiello (Pinerolo) |

|  |           |             |
|  | Marcatori | 10’ Lazović |

| Arbitro: | Mariani (Aprilia) |

|                         |           |               |
| Salcedo 50’ Pessina 81’ | Marcatori | 85’ Balotelli |

| Arbitro: | Valeri (Roma) |

|                        |           |                  |
| Vecino 65’ Barella 83’ | Marcatori | 19’ (rig.) Verre |

| Arbitro: | Giua (Olbia) |

|                |           |  |
| Di Carmine 66’ | Marcatori |  |

| Arbitro: | Guida (Torre Annunziata) |

|             |           |                                                   |
| Faraoni 21’ | Marcatori | 17’ Kluivert 45’ (rig.) Perotti 90'+2’ Mxit'aryan |

| Arbitro: | Valeri (Roma) |

|                                                   |           |                     |
| Malinovs'kyj 44’ Muriel 64’ (rig.) Djimsiti 90+3’ | Marcatori | 23’, 57’ Di Carmine |

| Arbitro: | La Penna (Roma) |

|                                            |           |                                |
| Pazzini 69’ (rig.) Verre 76’ Stępiński 84’ | Marcatori | 36’, 61’ Ansaldi 55’ Berenguer |

| Roma 5 febbraio 2020, ore 20:45 CET 17ª giornata | Lazio            | 0 – 0 referto | Verona | Stadio Olimpico (44 500 spett.)\| Arbitro: \| Abisso (Palermo) \| |
| Arbitro:                                         | Abisso (Palermo) |               |        |                                                                   |

| Arbitro: | Guida (Torre Annunziata) |

|  |           |                           |
|  | Marcatori | 14’ Pazzini 86’ Stępiński |

| Arbitro: | Mariani (Aprilia) |

|                               |           |              |
| Verre 55’ (rig.) Zaccagni 65’ | Marcatori | 41’ Sanabria |

#### Girone di ritorno
| Arbitro: | Ayroldi (Molfetta) |

|          |           |            |
| Bani 21’ | Marcatori | 81’ Borini |

| Arbitro: | Abisso (Palermo) |

|                                               |           |  |
| Dawidowicz 19’ Pessina 34’ Pazzini 87’ (rig.) | Marcatori |  |

| Arbitro: | Chiffi (Padova) |

|                |           |             |
| Çalhanoğlu 29’ | Marcatori | 13’ Faraoni |

| Arbitro: | Massa (Imperia) |

|                               |           |             |
| Borini 76’ Pazzini 86’ (rig.) | Marcatori | 65’ Ronaldo |

| Udine 16 febbraio 2020, ore 12:30 CET 24ª giornata | Udinese               | 0 – 0 referto | Verona | Dacia Arena (22 308 spett.)\| Arbitro: \| Abbattista (Molfetta) \| |
| Arbitro:                                           | Abbattista (Molfetta) |               |        |                                                                    |

| Arbitro: | Manganiello (Pinerolo) |

|                     |           |             |
| Di Carmine 14’, 26’ | Marcatori | 43’ Simeone |

| Arbitro: | Valeri (Roma) |

|                              |           |                   |
| Quagliarella 77’, 86’ (rig.) | Marcatori | 32’ (aut.) Audero |

| Arbitro: | Pasqua (Tivoli) |

|  |           |                      |
|  | Marcatori | 38’ Milik 90’ Lozano |

| Arbitro: | Giua (Olbia) |

|                             |           |                                       |
| Boga 53’, 77’ Rogerio 90+6’ | Marcatori | 51’ Lazović 57’ Stępiński 68’ Pessina |

| Arbitro: | Valeri (Roma) |

|                                                  |           |                             |
| Di Carmine 45+3’ (rig.) Zaccagni 54’ Pessina 81’ | Marcatori | 14’ Kulusevski 64’ Gagliolo |

| Arbitro: | Piccinini (Forlì) |

|                              |           |  |
| Papetti 52’ Donnarumma 90+5’ | Marcatori |  |

| Arbitro: | Irrati (Pistoia) |

|                       |           |                                 |
| Lazović 2’ Veloso 86’ | Marcatori | 49’ Candreva 55’ (aut.) Dimarco |

| Arbitro: | Chiffi (Padova) |

|               |           |             |
| Cutrone 90+6’ | Marcatori | 18’ Faraoni |

| Arbitro: | Maresca (Napoli) |

|                                 |           |             |
| Veretout 10’ (rig.) Džeko 45+4’ | Marcatori | 47’ Pessina |

| Arbitro: | Abisso (Palermo) |

|             |           |               |
| Pessina 59’ | Marcatori | 50’ D. Zapata |

| Arbitro: | Valeri (Roma) |

|          |           |                   |
| Zaza 67’ | Marcatori | 56’ (rig.) Borini |

| Arbitro: | Volpi (Arezzo) |

|                    |           |                                                                          |
| Amrabat 38’ (rig.) | Marcatori | 45+6’ (rig.), 84’, 90+4’ (rig.) Immobile 56’ Milinković-Savić 63’ Correa |

| Arbitro: | Sozza (Seregno) |

|                                |           |  |
| Di Carmine 7’, 11’ Faraoni 47’ | Marcatori |  |

| Arbitro: | Irrati (Pistoia) |

|                              |           |  |
| Sanabria 13’, 25’ Romero 44’ | Marcatori |  |

### Coppa Italia

#### Turni eliminatori
| Arbitro: | Manganiello (Pinerolo) |

|             |           |                             |
| Empereur 7’ | Marcatori | 90+2’ Castagnetti 103’ Deli |

## Statistiche
Statistiche aggiornate al 2 agosto 2020.

### Statistiche di squadra
| Competizione | Punti | In casa | In casa | In casa | In casa | In casa | In casa | In trasferta | In trasferta | In trasferta | In trasferta | In trasferta | In trasferta | Totale | Totale | Totale | Totale | Totale | Totale | DR |
| Competizione | Punti | G       | V       | N       | P       | Gf      | Gs      | G            | V            | N            | P            | Gf           | Gs           | G      | V      | N      | P      | Gf     | Gs     | DR |
| ------------ | ----- | ------- | ------- | ------- | ------- | ------- | ------- | ------------ | ------------ | ------------ | ------------ | ------------ | ------------ | ------ | ------ | ------ | ------ | ------ | ------ | -- |
| Serie A      | 49    | 19      | 9       | 5       | 5       | 29      | 25      | 19           | 3            | 8            | 8            | 18           | 26           | 38     | 12     | 13     | 13     | 47     | 51     | -4 |
| Coppa Italia | -     | 1       | 0       | 0       | 1       | 1       | 2       | -            | -            | -            | -            | -            | -            | 1      | 0      | 0      | 1      | 1      | 2      | −1 |
| Totale       | 49    | 20      | 9       | 5       | 6       | 30      | 27      | 19           | 3            | 8            | 8            | 18           | 26           | 39     | 12     | 13     | 14     | 48     | 53     | -5 |

### Andamento in campionato
| Giornata  | 1  | 2 | 3  | 4  | 5  | 6  | 7  | 8  | 9  | 10 | 11 | 12 | 13 | 14 | 15 | 16 | 17 | 18 | 19 | 20 | 21 | 22 | 23 | 24 | 25 | 26 | 27 | 28 | 29 | 30 | 31 | 32 | 33 | 34 | 35 | 36 | 37 | 38 |
| --------- | -- | - | -- | -- | -- | -- | -- | -- | -- | -- | -- | -- | -- | -- | -- | -- | -- | -- | -- | -- | -- | -- | -- | -- | -- | -- | -- | -- | -- | -- | -- | -- | -- | -- | -- | -- | -- | -- |
| Luogo     | C  | T | C  | T  | C  | T  | C  | T  | C  | T  | C  | T  | C  | C  | T  | C  | T  | T  | C  | T  | C  | T  | C  | T  | C  | T  | C  | T  | C  | T  | C  | T  | T  | C  | T  | C  | C  | T  |
| Risultato | N  | V | P  | P  | N  | N  | V  | P  | P  | V  | V  | P  | V  | P  | P  | N  | N  | V  | V  | N  | V  | N  | V  | N  | V  | P  | P  | N  | V  | P  | N  | N  | P  | N  | N  | P  | V  | P  |
| Posizione | 11 | 6 | 11 | 14 | 14 | 14 | 14 | 14 | 15 | 9  | 9  | 9  | 9  | 9  | 11 | 13 | 13 | 11 | 9  | 10 | 9  | 9  | 6  | 6  | 6  | 8  | 8  | 9  | 8  | 9  | 9  | 9  | 9  | 9  | 9  | 9  | 9  | 9  |

Fonte:  Serie A – Classifiche, su sport.sky.it, Sky Sport. URL consultato il 25 luglio 2019 (archiviato dall'url originale l'11 settembre 2014).
Legenda:

Luogo: C = Casa; T = Trasferta. Risultato: V = Vittoria; N = Pareggio; P = Sconfitta.

### Statistiche dei giocatori
Sono in corsivo i calciatori che hanno lasciato la società a stagione in corso.
| Giocatore      | Serie A  | Serie A | Serie A     | Serie A    | Coppa Italia | Coppa Italia | Coppa Italia | Coppa Italia | Totale   | Totale | Totale      | Totale     |
| Giocatore      | Presenze | Reti    | Ammonizioni | Espulsioni | Presenze     | Reti         | Ammonizioni  | Espulsioni   | Presenze | Reti   | Ammonizioni | Espulsioni |
| -------------- | -------- | ------- | ----------- | ---------- | ------------ | ------------ | ------------ | ------------ | -------- | ------ | ----------- | ---------- |
| C. Adjapong    | 5        | 0       | 0           | 0          | -            | -            | -            | -            | 5        | 0      | 0           | 0          |
| A. Almici      | -        | -       | -           | -          | 0            | 0            | 0            | 0            | 0        | 0      | 0           | 0          |
| S. Amrabat     | 34       | 1       | 9           | 2          | -            | -            | -            | -            | 34       | 1      | 9           | 2          |
| E. Badu        | 10       | 0       | 2           | 0          | -            | -            | -            | -            | 10       | 0      | 2           | 0          |
| A. Berardi     | 0        | 0       | 0           | 0          | 0            | 0            | 0            | 0            | 0        | 0      | 0           | 0          |
| D. Bessa       | -        | -       | -           | -          | -            | -            | -            | -            | -        | -      | -           | -          |
| S. Bocchetti   | 5        | 0       | 2           | 0          | 0            | 0            | 0            | 0            | 5        | 0      | 2           | 0          |
| F. Borini      | 14       | 3       | 1           | 1          | -            | -            | -            | -            | 14       | 3      | 1           | 1          |
| A. Crescenzi   | -        | -       | -           | -          | -            | -            | -            | -            | -        | -      | -           | -          |
| A. Danzi       | 1        | 0       | 0           | 0          | 0            | 0            | 0            | 0            | 1        | 0      | 0           | 0          |
| P. Dawidowicz  | 15       | 1       | 3           | 2          | 0            | 0            | 0            | 0            | 15       | 1      | 3           | 2          |
| S. Di Carmine  | 22       | 8       | 3           | 0          | -            | -            | -            | -            | 22       | 8      | 3           | 0          |
| A. Di Gaudio   | -        | -       | -           | -          | -            | -            | -            | -            | -        | -      | -           | -          |
| F. Dimarco     | 13       | 0       | 1           | 0          | -            | -            | -            | -            | 13       | 0      | 1           | 0          |
| A. Empereur    | 13       | 0       | 3           | 0          | 1            | 1            | 0            | 0            | 14       | 1      | 3           | 0          |
| V. Eysseric    | 6        | 0       | 3           | 0          | -            | -            | -            | -            | 6        | 0      | 3           | 0          |
| D. Faraoni     | 36       | 5       | 6           | 0          | 1            | 0            | 0            | 0            | 37       | 5      | 6           | 0          |
| L. Felippe     | 2        | 0       | 0           | 0          | -            | -            | -            | -            | 2        | 0      | 0           | 0          |
| K. Günter      | 32       | 0       | 7           | 0          | 1            | 0            | 0            | 0            | 33       | 0      | 7           | 0          |
| L. Henderson   | 4        | 0       | 1           | 0          | 1            | 0            | 0            | 0            | 5        | 0      | 1           | 0          |
| M. Kumbulla    | 25       | 1       | 6           | 1          | 1            | 0            | 0            | 0            | 26       | 1      | 6           | 1          |
| D. Lazović     | 38       | 2       | 4           | 0          | 1            | 0            | 0            | 0            | 39       | 2      | 4           | 0          |
| S. Lee         | -        | -       | -           | -          | 0            | 0            | 0            | 0            | 0        | 0      | 0           | 0          |
| M. Lovato      | 1        | 0       | 0           | 0          | -            | -            | -            | -            | 1        | 0      | 0           | 0          |
| L. Marrone     | 0        | 0       | 0           | 0          | 0            | 0            | 0            | 0            | 0        | 0      | 0           | 0          |
| G. Pazzini     | 15       | 4       | 0           | 0          | 1            | 0            | 0            | 0            | 16       | 4      | 0           | 0          |
| M. Pessina     | 35       | 7       | 7           | 0          | -            | -            | -            | -            | 35       | 7      | 7           | 0          |
| B. Radunović   | 3        | -8      | 1           | 0          | 0            | 0            | 0            | 0            | 3        | -8     | 1           | 0          |
| A. Rrahmani    | 36       | 0       | 6           | 0          | 1            | 0            | 0            | 0            | 37       | 0      | 6           | 0          |
| E. Salcedo     | 17       | 1       | 0           | 0          | -            | -            | -            | -            | 17       | 1      | 0           | 0          |
| M. Silvestri   | 35       | -43     | 2           | 0          | 1            | -2           | 0            | 0            | 36       | -45    | 2           | 0          |
| M. Stępiński   | 21       | 3       | 3           | 1          | -            | -            | -            | -            | 21       | 3      | 3           | 1          |
| F. Terracciano | 0        | 0       | 0           | 0          | -            | -            | -            | -            | 0        | 0      | 0           | 0          |
| A. Traore      | 0        | 0       | 0           | 0          | -            | -            | -            | -            | 0        | 0      | 0           | 0          |
| L. Tupta       | 0        | 0       | 0           | 0          | 1            | 0            | 0            | 0            | 1        | 0      | 0           | 0          |
| G. Tutino      | 6        | 0       | 0           | 0          | 1            | 0            | 0            | 0            | 7        | 0      | 0           | 0          |
| M. Veloso      | 34       | 3       | 6           | 0          | 1            | 0            | 1            | 0            | 35       | 3      | 7           | 0          |
| V. Verre       | 32       | 3       | 4           | 0          | 1            | 0            | 0            | 0            | 33       | 3      | 4           | 0          |
| L. Vitale      | 2        | 0       | 0           | 0          | 1            | 0            | 0            | 0            | 3        | 0      | 0           | 0          |
| Wesley         | 0        | 0       | 0           | 0          | -            | -            | -            | -            | 0        | 0      | 0           | 0          |
| M. Zaccagni    | 34       | 2       | 5           | 0          | 1            | 0            | 0            | 0            | 35       | 2      | 5           | 0          |